# Батальйон поліції охорони «Титан»
Батальйон «Титан» — є елітною частиною Поліції охорони, що забезпечує охорону власності фізичних та юридичних осіб, захисту фізичних осіб від злочинних посягань. До батальйону входять найкращі силовики поліції охорони, які пройшли тривалу вогневу і тактичну підготовку.

## Історія
Історія підрозділу розпочинається зі створення окремого взводу Спеціального підрозділу міліції охорони «Титан» ДСО при МВС України згідно з наказом МВС України від 28.01.1993 року «Про створення спеціальних підрозділів міліції охорони «Титан» та наказу начальника УДСО при ГУМВС України м. Києва від 7 жовтня 1993 року – для охорони та супроводження цінних вантажів і грошових коштів. На той час до складу вказаного взводу входило 18 працівників.
Спочатку окремий взвод знаходився в УДСО при ГУМВС м. Києва по вулиці Студентській і здійснював охорону пересувних пунктів обміну валют та супроводження цінних вантажів та грошових коштів відповідно до разових договорів. З 1994 року штат окремого взводу зростав і вже 1 липня 1994 року було створено окрему роту спеціального підрозділу міліції охорони «Титан» УДСО при ГУМВС в м. Києві, яка нараховувала на той час 51 людину особового складу. А у квітні 1996 року було створено спеціальний підрозділ міліції охорони «Титан» на правах окремого батальйону. Штатна численність підрозділу складала 197 одиниць особового складу.
Протягом наступних 12 років підрозділ розвивався, розширював свої функціональні обов’язки та працював за рахунок прийнятих договорів на фізичну, об’єктову охорону та супроводження цінних вантажів, зростала штатна чисельність співробітників. У 2008 році СПМО «Титан» уже складався з двох окремих батальйонів та окремої роти СПМО «Титан». Надалі знову проводились реорганізаційні зміни підрозділу: у 2010 батальйони були об’єднані та створено СПМО «Титан» (на правах полку), а у 2012 році його було перейменовано на Спеціальний полк міліції охорони «Титан» УДСО при ГУМВС України в місті Києві.
Відповідно до Закону України «Про Національну поліцію» та Постанови Кабінету Міністрів України від 13 жовтня 2015 р. № 834 «Питання функціонування органів поліції охорони як територіальних органів Національної поліції та ліквідації деяких територіальних органів Міністерства внутрішніх справ» було створено батальйон «Титан» Управління поліції охорони з фізичної безпеки в м. Києві, яке є правонаступником прав та обов’язків за договорами про надання охоронних послуг укладеними СП «Титан» УДСО при ГУМВС України в м. Києві.
7 листопада 2015 року наказом Національної поліції України начальником Управління поліції охорони з фізичної безпеки в м. Києві призначено полковника поліції Лисенка Владислава Івановича.
Після 24 лютого 2022 року батальйон «Титан» з початку повномасштабного вторгнення росіян захищає критичну інфраструктуру. В умовах повномасштабної війни найважливішою навичкою тілоохоронців стала тактична медицина. Багато державних тілоохоронців долучились до зведеного полку спеціального призначення Нацполіції «Сафарі», а також стали добровольцями штурмової бригади «Лють».
Сьогодні підрозділи поліції охорони працюють на 81 об'єкті на Київщині, в тому числі й "Титан". Також вони брали активну участь в роботі груп, які виявляли диверсійних груп противника— заступник начальник Поліції охорони в Київській області Віктор Веклич

## Послуги
Послуги надаються фізичним та юридичним особам за договорами. Укладенню договірних відносин передує аналіз усіх факторів, які можуть вплинути на безпеку замовника. Після цього визначається оптимальний кількісний та якісний перелік охоронних заходів. За умов виконання нормативних вимог щодо підтвердження прав та повноважень замовника, договір охорони може бути укладений протягом однієї доби. За окремою заявкою замовника, надання послуг за договорами може бути постійним або тимчасовим. Співробітники УПО ФБ, що безпосередньо виконують охоронні функції, підбираються персонально з найпідготовленіших фахівців із обов'язковим урахуванням побажань замовника. Охоронці забезпечуються найкращими світовими зразками вогнепальної зброї, сучасними засобами активної оборони, індивідуальними засобами захисту та службовим радіозв'язком. За бажанням замовника охорона може бути одягнена, як у цивільний одяг, так і в спеціальну форму. При необхідності для охорони може бути використаний спеціальний автотранспорт УПО ФБ.
Послугами УПО ФБ користуються іноземці, бізнесмени, дипломати, видатні діячі мистецтва, спорту, депутати, політики України та світу. Крім того, часто поряд з першими особами держав, бізнесменами, зірками ми бачимо людей, без яких вони не можуть вийти з власного житла. Ці люди – тілоохоронці, яким «VIPи» довіряють своє життя.

## Особовий склад
Особовий склад підрозділу комплектується з числа найбільш професійних і підготовлених працівників, які мають досвід і певний стаж роботи в органах внутрішніх справ. Співробітники Управління поліції охорони з фізичної безпеки в  м. Києві – це висококласні фахівці, готові до виконання завдань будь-якого рівня складності. Останнім часом діапазон клієнтів Управління значно розширився. До фізичної охорони VIP-персон залучати досвідчених тілоохоронців жіночої статі. Жінки - тілоохоронці досконало володіють прийомами рукопашного бою, тактикою супроводження VIP-персони, вогневою підготовкою, керуванням автомобіля.
Результати багатьох вітчизняних і міжнародних турнірів і чемпіонатів, в яких бере участь чоловіча команда Управління, демонструють високий рівень професійної підготовки та постійно прославляє на міжнародному Олімпі тілоохоронців. А у 2015 році на чемпіонаті України з багатоборства серед тілоохоронців команда завоювала першість.
Бійці Титану неодноразово виборювали призові місця на міжнародних та вітчизняних турнірах. Змагання, як пояснюють самі бодігарди, це ще одна форма підготовки, адже там найкраще ситуація наближена до реальних подій. Також під час змагань тілоохоронці обмінюються досвідом, що є ще одним позитивом для них і їхньої роботи. До того ж, усі учасники команди – тілоохоронці-практики, більшість їхнього життя займає робота, проте вони знаходять кілька вільних годин для тренувань та підвищення свого професійного рівня.
Ще одним спортивним спрямуванням бійців Титану є практична стрільба. Свою стрілецьку майстерність працівники Управління також постійно демонструють на чемпіонатах, турнірах та змаганнях України з практичної стрільби. Також в Титані і чимало бійців, які професійно займаються бойовими єдиноборствами, футболом, атлетичними видами спорту – все це удосконалює майстерність із професійного захисту і забезпечення безпеки VIP-персон.
3 2016 року до роботи в підрозділах поліції охорони залучені учасники АТО на посади поліцейських, поліцейських-водіїв та керівників середньої ланки.
Працевлаштування також пропонується і для бійців АТО, які були поранені та мають інвалідність. Для цих бійців визначається точний перелік посад, на які вони можуть бути прийняті на роботу.

## Завдання
Підрозділи фізичної безпеки поліції охорони забезпечують:
- охорону фізичних осіб;
- охорону туристичних груп;
- охорону вантажів і цінностей;
- майнову безпеку як українців, так і іноземних громадян;
- охорону разових заходів;
- охорону міжбанківських перевезень.